# Sebastian Roth (Handballspieler)
Sebastian Roth (* 8. August 1985) ist ein deutscher Handballtrainer und ehemaliger -spieler.
Erfahrungen in der 1. Bundesliga sammelte Roth bereits 2004 bis 2006 bei der HSG Wetzlar. Er spielte danach beim TV Hüttenberg und stieg mit den Mittelhessen 2011 in die Bundesliga auf. Ab 2012 lief Roth für den deutschen Verein HSC 2000 Coburg (Rückennummer 23) auf, wo er meist auf der Position Rückraumlinks eingesetzt wurde. Im Sommer 2015 kehrte der Rechtshänder nach drei Jahren in Coburg zum TV Hüttenberg zurück. Mit den Blau-Weiß-Roten gelang ihm 2016 zunächst der Sprung aus der 3. Liga in die 2. Bundesliga und nur eine Saison später der erneute Aufstieg in die Bundesliga. Nach der Saison 2017/18 beendete er seine Karriere.
Ab der Saison 2018/19 übernahm Roth das Traineramt der Landesliga-Frauen bei der HSG Dutenhofen/Münchholzhausen. Seit 2022 trainiert er das männliche Jugendbundesligateam der HSG Dutenhofen/Münchholzhausen.

## Erfolge
- Vize-Europameister mit der Jugendnationalmannschaft 2004
- Aufstieg mit dem TV 05/07 Hüttenberg in die 1. Bundesliga 2017
- Aufstieg mit dem TV 05/07 Hüttenberg in die 2. Bundesliga 2016
- Aufstieg mit Eintracht Hildesheim in die 1. Bundesliga 2011
- Aufstieg mit dem HSC 2000 Coburg in die 2. Bundesliga 2014
- Qualifikation mit den Mittelhessen Youngsters für die A-Jugend-Bundesliga 2022/2023 und 2023/2024